# Гатов, Александр Борисович
Александр Борисович Гатов (1899—1972) — русский советский поэт, переводчик, литературовед.

## Биография
Родился в семье провизора Берко Юделевича Гатова. В 1917 году, по окончании гимназии, поступил на юридический факультет Харьковского университета, но вскоре перешёл в коммерческий институт, который окончил в 1922 году.
Печатался с 1916 года. Первый поэтический сборник выпустил в 1918 году. 
В 1920-е годы заведовал издательским отделом Наркомтруда, выпускал лозунги и листовки, писал стихи для красноармейских газет. Печатался в харьковском журнале «Колосья». В 1920 году познакомился с С. Есениным, о котором оставил воспоминания.
Со второй половины 1920-х годов жил в Москве. Занимался в основном переводческой деятельностью. Специализировался на поэзии французских революций (1789, 1830, 1848, 1871) и творчестве Эжена Потье, о котором написал монографию. За переводы болгарских поэтов награждён орденом Кирилла и Мефодия.
Мнение Гатова (из Записки Н. И. Ежова И. В. Сталину об откликах творческой, научной и технической интеллигенции на процесс по делу антисоветского право-троцкистского блока. 2 марта 1938 года):

«Меня удивляет, почему арестованные с таким усердием признаются на суде. Это больше похоже на истерику, чем на правду. Мы также расстреливаем своих ветеранов, как фашисты. Я не могу верить, что лучшие люди — шпионы, иначе я должен поверить, что кроме шпионов никого нет»— А. Гатов
.

### Стихотворения
- Барельефы из воска: Стихи / Обл. Л. Розенберга. — Пг. [Харьков]: Ипокрена, 1918. — 26 с.
- Стихи. — М.: Журн.-газ. объединение, 1932. — 38 с. — (Б-ка «Огонёк». N 685.)
- Книга стихов: [1927—1931]. — М.: Сов. литература, 1933. — 76, [3] с.
- Закон тяготения: Лирика. — М.: Гослитиздат, 1936. — 134, [4] с.
- Стихи (1934—1938) / Худ. Б. Берендгоф. — М.: Сов. писатель, 1939. — 88 с.
- Валя: [Стихи. Для мл. возраста] / Илл. И. Дайц. — Алма-Ата: Худ. фонд Каз. ССР, 1944. — 8 с.
- Конь «Василёк»: [Стихи. Для мл. возраста] / Илл. И. Дайц. — Алма-Ата: Худ. фонд Каз. ССР, 1944. — 8 с.
- Высокий берег: Стихи / [Илл.: И. Е. Урмин]. — М.: Сов. писатель, 1956. — 124 с.
- Яблоня в горах: Стихи. — Алма-Ата: Казгослитиздат, 1958. — 123 с.
- Есть милая страна: Избр. стихи / Худож. Н. А. Перов. — М.: Сов. писатель, 1960. — 191 с.
- Апрель, счастливый месяц: Стихотворения. — М.: Сов. писатель, 1962. — 128 с.
- Влюблённым всей земли: Избр. стихи / [Предисл. А. Волкова]. — М.: Худ. лит., 1966. — 231 с.
- Любви приметы: Новые стихи / [Илл.: Ю. И. Соостер]. — М.: Сов. писатель, 1968. — 134 с.
- Ожидание чуда: Стихи. — М.: Сов. писатель, 1971. — 239 с.

### Переводы
- Из украинских поэтов. — М.: акц. изд. о-во «Огонёк», 1929. — 37, [2] с. — (Б-ка «Огонёк». N 502.)
- Лесаж А.-Р. Хромой бес / Сокращ. пер. и обр. А. Гатова. — М.: акц. изд. о-во «Огонёк», 1929. — 46 с. — (Б-ка «Огонёк». N 463.)
- А. Батайль Он осмелился = L’animateur : пьеса в 3 д. / Пер. с франц. и обр. А. Гатова. — [М.]: Теакинопечать, 1930. — 64 с.
- Ринер Х. Ложный Дон-Кихот: [Биографич. повесть] / Сокращ. пер. с франц. А. Гатова. — М.: акц. изд. о-во «Огонёк», 1930. — 64 с. — (Б-ка «Огонёк». N 540.)
- Пропаганда песен: (Рев. шансонье). — М.: Журн.-газ. объединение, 1931. — 52 с. — (Б-ка «Огонёк». N 632.)
- Болгарские поэты: [Антология] / Пер. А. Гатова; Предисл. Г. Бакалова. — М.: Журн.-газ. объединение, 1932. — 36, [4] с. — (Б-ка «Огонёк». N 656.)
- Потье Э. Песни / Пер. и вступ. ст. А. Гатова; Худож. А. Соловейчик. — М.; Л.: ГИХЛ, 1932. — 112 с.
- Поэты Армении: Стихи / Предисл.: В. Кирпотин; Худож. Л. Литвак. — [М.]: ГИХЛ, 1934. — 118, [4] с.
- Поэты парижских баррикад: Рев. шансонье / Худож. Н. Жуков. — М.: ГИХЛ, 1934. — 141, [3] с.
  - То же. Изд 2, доп. / Худож. Н. Шишловский. — М.: Гослитиздат, 1935. — 288 с.
- Поэты Советской Армении / Пер. А. Гатова. — М.: Журн.-газ. объединение, 1935. — 48 с. — (Б-ка «Огонёк». N 913.)
- Слава 17 полку: Сб. для эстрады избр. стихотворений франц. поэтов / Пер. А. Гатова. — М.: Упр. по охране авт. прав, 1936. — 56 с.
- Украинка Л. Каменный хозяин (Дон Жуан): Драма в 3 д. 6 карт. в стихах / Пер. А. Гатова. — М.: Искусство, 1939. — 92 с.
- Реньяр Ж. Одноактные комедии / Пер. с франц. Н. Соколовой и А. Гатова. — М.: Искусство, 1940. — 120 с.
- Яндиев Д. Сердце матери: Стихи / Пер. с ингуш. А. Гатова. — Грозный: Чеченгосиздат, 1943. — 16 с.
- Потье Э. Песни, стихи, поэмы / Пер. и вступит статья А. Гатова; [Примеч. А. И. Молока]. — М.: Наука, 1966. — 287 с.
- Болгарские поэты: [Сб.] / Пер. с болг [и предисл.] А. Гатова; Под ред. В. Арсеньева; Художник Н. Д. Буков. — [София]: София-пресс, [1969]. — 192 с. — (Б-ка «Болгария» 12; Лит. прил. к журн. «Болгария».)

### Критика, литературоведение
- Забавляйтесь про себя: [Критич. очерки]. — М.: акц. изд. о-во «Огонёк», 1930. — 56 с. — (Б-ка «Огонёк». N 562.)
- Эжен Потье: [Жизнь и творчество]. — М.: Журн.-газ. объединение, 1933. — 40 с. — (Б-ка «Огонёк». N 736.)